# György Lukács
György Lukács, născut György Bernát Löwinger, (n. 13 aprilie 1885, Budapesta - d. 4 iunie 1971, Budapesta) a fost un filozof marxist, critic, istoric literar și estetician maghiar de origine evreiască.
A fost un reprezentant important al esteticii marxiste din secolul al XX-lea, creator al unui sistem întemeiat pe principiile materialismului dialectic și istoric.
În concepția sa, arta oferă imaginea lumii raportată la aspirațiile subiectivității umane, fiind o reflectare antropomorfizantă a existenței, particularizând conștiința umanității pe o treaptă determinată a evoluției social-istorice.
Conducătorul tezei sale de doctorat a fost profesorul Felix Somló de la Universitatea Franz Joseph din Cluj, care ulterior s-a sinucis în semn de protest față de perspectiva exilului de la Cluj la Szeged.
După război a participat la crearea regimului comunist din Ungaria, inclusiv la persecutarea intelectualilor necomuniști. În 1956 a fost ministru în guvernul comunist reformist al lui Imre Nagy, dar ulterior a evitat condamnarea și, făcându-și ”autocritica”, a rămas fidel regimului. În opinia sa, Stalin ar fi fost un ”mare tactician”, dar nu și un adevărat marxist, iar lipsurile sistemului comunist s-ar fi datorat primatului ”practicii” în raport cu ”teoria”, insuficient dezvoltată.
Lukács, căruia "Istorie și conștiință de clasă" i-a adus "recunoașterea" ca „cel mai inteligent teoretician marxist de după Marx”, afirmă „Distrugerea revoluționară a societății e unica soluție (s.n.). O asemenea răsturnare de proporții mondiale a valorilor nu poate avea loc fără anihilarea vechilor valori și crearea unora noi de către revoluționari”. El fixează ca scop prioritar distrugerea fundamentului familial și civilizațional creștin al Occidentului; Ungaria, 1919: Crearea omului nou prin „terorism cultural” și educație sexuală.

## Scrieri
- 1923: Geschichte und Klassenbewusstsein ("Istorie și conștiință de clasă")
- 1963: Die Eigenart des Ästhetischen ("Specificul esteticului")
- 1946: Nagy orosz realisták ("Mari realiști ruși")
- 1948: Essays über Realismus ("Eseuri despre realism")
- 1955: Probleme des Realismus ("Probleme ale realismului")
- 1947: Goethe und seine Zeit ("Goethe și timpul său")
- 1948: Karl Marx und Friedrich Engels als Literaturhistoriker ("Karl Marx și Friedrich Engels ca istorici literari")
- 1949: Thomas Mann. Sein Werk im Spiegel der Zeitgeschichte ("Thomas Mann. Opera sa în istoria timpului")
- 1949: Der russische Realismus in der Weltliteratur ("Realismul rus în literatura universală")
- 1951: Deutsche Realisten des 19. Jahrhunderts ("Realiștii germani ai secolului al XIX-lea")
- 1955: Der historische Roman ("Romanul istoric")
- 1957: Zur Gegenwartsbedeutung des kritischen Realismus ("Despre semnificația actuală a realismului critic").
- 1963: Die Eigenart des Ästhetischen I-II.